# Ospedale pediatrico Bambino Gesù
L'ospedale pediatrico Bambino Gesù di Roma è un presidio ospedaliero privato di proprietà della Santa Sede, pertanto una zona extraterritoriale della Santa Sede.
L’Ospedale è accreditato dalla Joint Commission International come ospedale accademico ed è il più grande Policlinico e Centro di ricerca pediatrico in Europa.
Fondato nel 1869, nell'ultimo anno di vita dello Stato Pontificio, fu tra le prime strutture pensata per le cure dell'infanzia; passato allo Stato italiano dopo la presa di Roma, fu restituito durante il fascismo alla Santa Sede la quale, con la statualizzazione della Città del Vaticano nel 1929, lo mantenne come zona extraterritoriale in territorio italiano.

## Storia

### Le origini
L'ospedale nacque su iniziativa della famiglia Salviati. All'epoca non esisteva differenziazione per fasce d'età e i bambini erano ricoverati negli stessi spazi ospedalieri degli adulti.
Arabella Fitz-James moglie del duca Scipione Salviati, si fece promotrice della fondazione di un ospedale pediatrico.

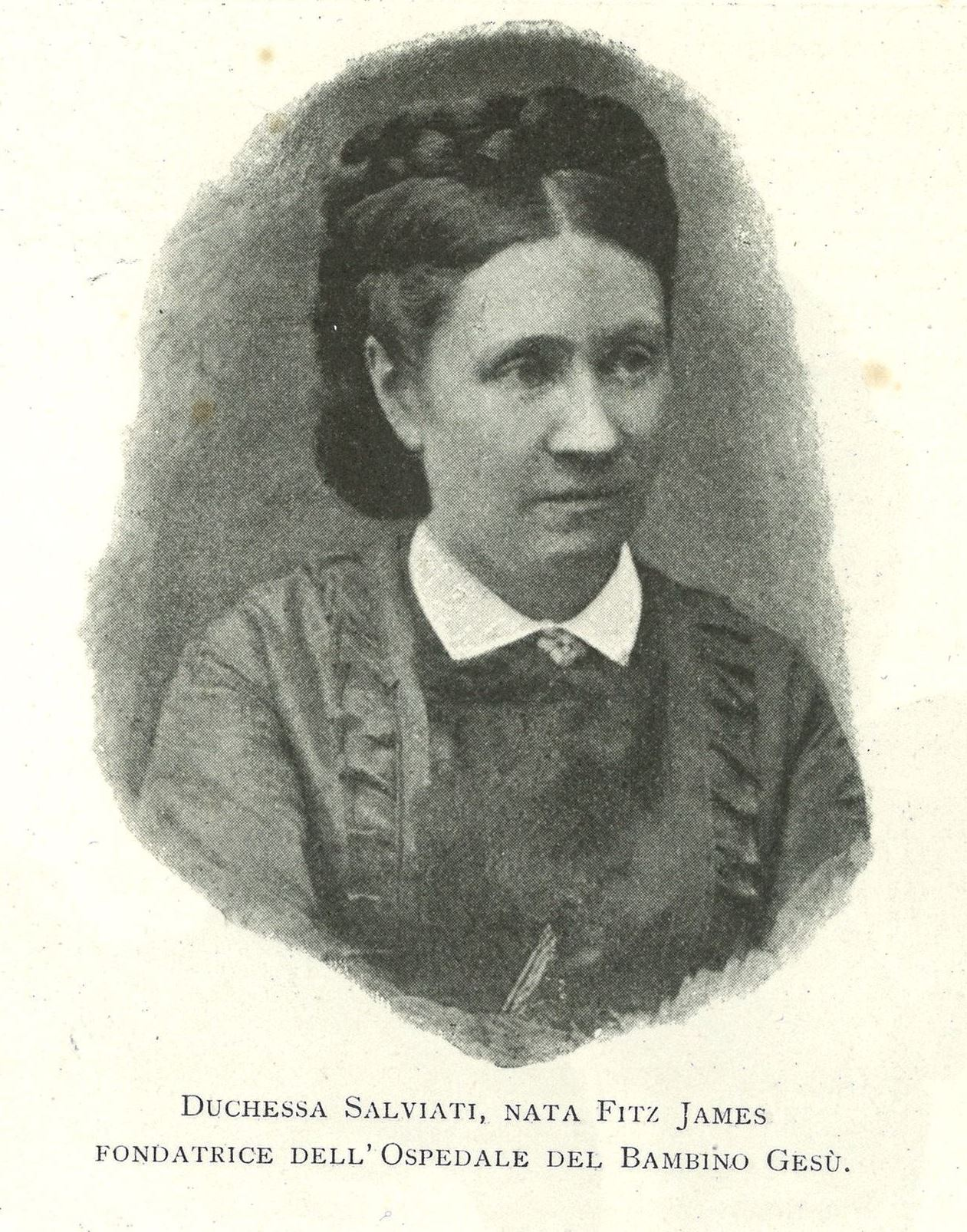
Arabella Fitz-James Salviati

Il suo progetto venne immediatamente sostenuto dal duca e dai figli che, in occasione del suo compleanno, le donarono i risparmi contenuti in un piccolo salvadanaio di terracotta, ancora oggi conservato in ospedale, a ricordo di quel primo gesto di solidarietà. Affinché le famiglie nobili romane contribuissero economicamente all'impresa, venne stampato un "Programma per la fondazione di un ospedale di fanciulli" nel quale si sottolineava la necessità di realizzare uno stabilimento speciale per i fanciulli da intitolarsi Ospedale del Bambino Gesù, assistito dalle Figlie della Carità di San Vincenzo de' Paoli.
Insieme al programma venne stilato anche un regolamento provvisorio nel quale veniva specificato che sarebbero stati ammessi esclusivamente fanciulli di entrambi i sessi, nati o domiciliati a Roma, di età non inferiore ai quattro anni e non superiore ai dodici, affetti da malattie mediche e chirurgiche, eccetto però le croniche e contagiose. Venivano precisate anche le modalità di ricovero e dimissione.

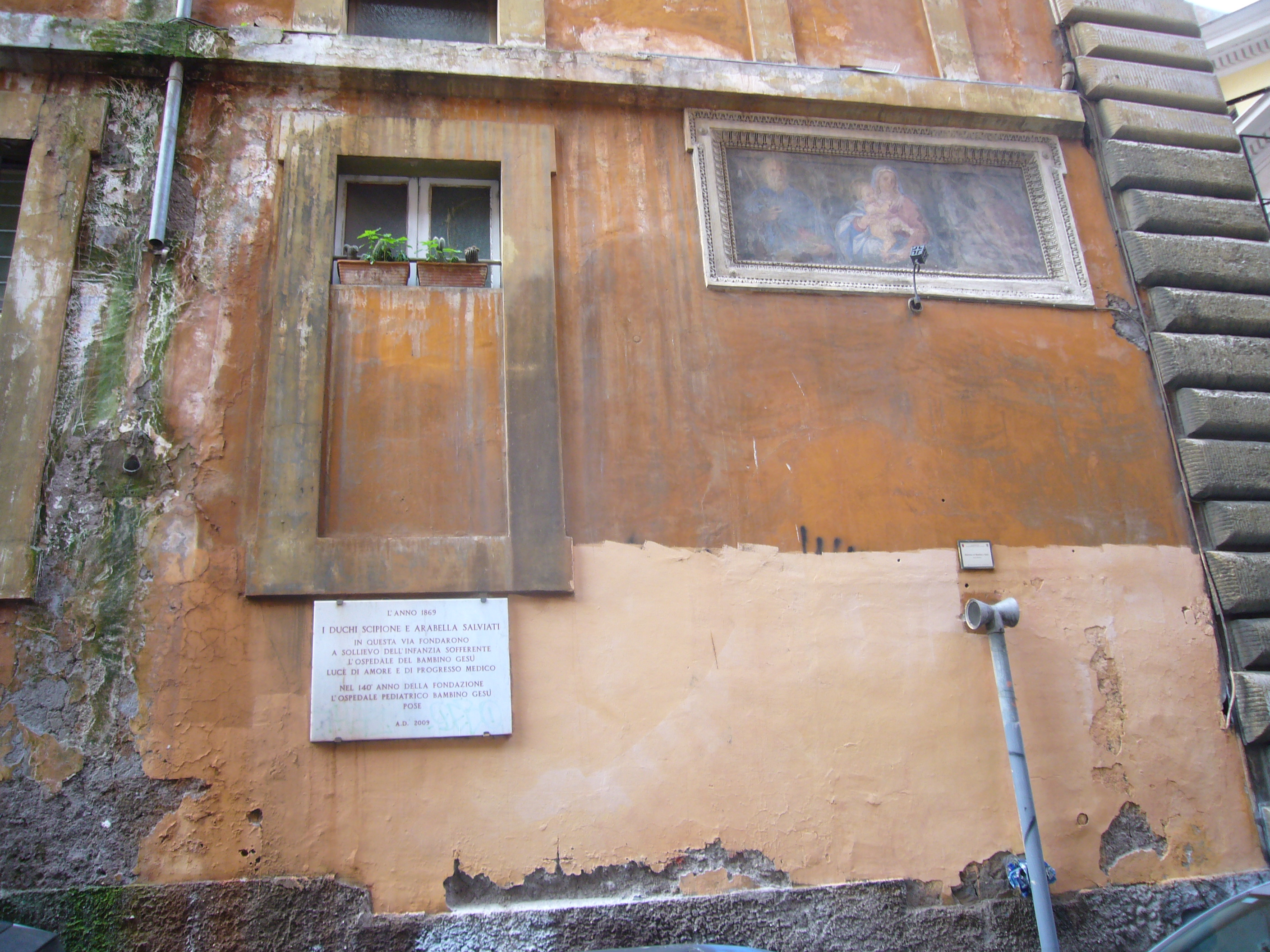
Conservatorio delle Zoccolette, memoria dei duchi Salviati posta dall'ospedale del Bambin Gesù (2009)

Il 19 marzo 1869, una stanza attigua all'orfanotrofio dei Santi Crescenzo e Crescenzino, più conosciuto come orfanotrofio delle Zoccolette (detto così per gli zoccoli di legno che portavano le orfanelle), sulla riva sinistra del fiume Tevere, venne adibita a ricovero di quattro bambine affette tutte dalla medesima malattia, la scrofola. Iniziò così l'attività dell'ospedale del "Bambino Gesù".
Nell'aprile del 1870, venne aperta, accanto a quella medica affidata al dottor Pio Blasi, anche una sala chirurgica diretta dal dottor Alessandro Ceccarelli. In risposta alle crescenti richieste di ricovero, tre mesi più tardi s'iniziarono i lavori per costruire un ospedale più grande, ristrutturando e adattando allo scopo una grande casa sempre in via delle Zoccolette. La capienza ospedaliera passò così da 8 a 32 letti. L'età dei fanciulli ricoverati era abitualmente compresa tra i 3 e i 7 anni; i lattanti venivano ammessi solo eccezionalmente.
Alle suore appartenenti all'ordine delle Figlie della Carità di san Vincenzo de' Paoli che si occupavano dell'assistenza dei fanciulli, venne assegnato un appartamento separato da quello dei malati, ma attiguo ai medesimi e nello stesso edificio. L'amministrazione dell'ospedale pagava inoltre, annualmente, alla madre superiora, una somma di 500 lire per il mantenimento di ciascuna suora.
La nuova sede venne ufficialmente inaugurata il 6 marzo del 1872. La struttura aveva una superficie di 400 m², di cui oltre la metà lasciati a giardino.
La disposizione logistica del nuovo ospedale rivela un concezione assai moderna per i tempi: separazione dei malati in base alla gravità e alla contagiosità della patologia, spazi diversi riservati ai pazienti, medici e chirurghi, con possibilità di sostare per alcuni giorni in un'apposita sala prima di tornare in reparto.
Fin dal principio, l'educazione religiosa dei piccoli pazienti ebbe un ruolo fondamentale e per questo, veniva insegnato il catechismo, la sera si recitava il rosario, venivano celebrate le messe giornaliere e quelle nei giorni festivi. L'assistenza religiosa comportava anche l'amministrazione della cresima e della prima comunione.
Con l'apertura del nuovo ospedale ogni bambino ebbe la sua cartella clinica sulla quale venivano annotate la temperatura, il polso, il respiro, la quantità e la qualità di feci e urine. Inoltre, vennero stabilite diete distinte a seconda dell'età dei degenti. Nel 1873 iniziò a funzionare anche il primo ambulatorio pediatrico dell'ospedale e aumentò il numero dei degenti del reparto chirurgico.
La presenza di un numero sempre più elevato di bambini affetti da malattie contagiose indusse il Sindaco e il direttore dell'ufficio Sanità di Roma a mettere a disposizione dell'ospedale dei locali nei pressi della chiesa di Sant'Onofrio al Gianicolo. Furono proprio queste stanze che costituirono il nucleo del futuro nuovo ospedale. Infatti, a causa della sistemazione degli argini del Tevere, l'edificio che si affacciava sul fiume venne considerato pericolante, sicché non fu possibile portare a termine il progetto di ingrandimento del nosocomio i cui lavori erano iniziati nel 1880. Inoltre, il Piano dei lavori comunali prevedeva l'assorbimento dell'area dove si trovava l'ospedale, per cui si rese necessario lo spostamento dell'ospedale.
Il Comune intervenne immediatamente affittando all'amministrazione ospedaliera, per una somma irrisoria, una parte dell'antico convento di Sant'Onofrio, sul colle del Gianicolo. Anche il Consiglio provinciale concesse a sua volta l'uso di un terreno confinante con il convento. Inoltre la Giunta municipale con delibera n.28 del 17 febbraio 1887 consentiva al Comune di rilevare per 345.000 lire tutto l'isolato di via delle Zoccolette, dando un ulteriore contributo alla nascita del nuovo ospedale.
I lavori di trasformazione del convento iniziarono subito e, nonostante qualche difficoltà iniziale, di carattere economico e logistico/organizzativo, in breve tempo, il nuovo edificio poté adempiere efficacemente alle sue funzioni sanitarie. Anzi, la nuova sede fece incrementare il numero dei ricoveri che in breve tempo superò le 500 unità.

### Secondo periodo (dal 1888 al 1945)
Nonostante qualche problema di gestione e convivenza con i padri Gerolomini (ai quali, in qualità di custodi dell'omonima chiesa, il Comune aveva concesso l'uso di una sola parte del Convento), l'ospedale acquistò nel tempo sempre maggiore fama e migliore competenza in ambito pediatrico tanto da essere considerato, all'inizio del Novecento, uno dei più efficienti e qualificati ospedali d'Italia. Nel 1903, scomparve la duchessa Arabella Salviati fondatrice dell'ospedale, ma ciò non determinò alcun momento di pausa nella crescita del nosocomio, ma anzi costituì uno stimolo maggiore per la carità privata di nuovi benefattori. Grazie ad una sottoscrizione pubblica indetta dal Comune, furono raccolti nuovi fondi destinati all'ampliamento dell'ospedale e alla costruzione di tre nuovi padiglioni per i degenti affetti da malattie infettive che furono completati tra il 1908 e il 1909.
Nel febbraio del 1904 il papa Pio X andò in visita all'ospedale, evento questo eccezionale, poiché costituiva la prima visita di un pontefice alla struttura. Il numero dei ricoveri cresceva sempre più tanto da toccare i 1000 degenti nel 1907 e a superarli negli anni successivi.
Con il numero dei ricoveri crescevano anche gli edifici e i servizi. Nel 1912, nella parte più alta del terreno donato dalla provincia, venne costruito un edificio destinato ad essere utilizzato come ambulatorio in modo da consentire la dimissione anticipata di quei pazienti che avrebbero potuto essere seguiti anche esternamente, rappresentando in tal modo un valido filtro per i ricoveri.
L'ospedale divenne un importante punto di riferimento per la gestione di emergenze nazionali come il drammatico terremoto di Avezzano nel 1915 e la tragedia della prima guerra mondiale.
Durante la Grande Guerra, l'ospedale si trovò ad affrontare difficili situazioni sanitarie tra cui un'epidemia di meningite, epidemie di vaiolo nero, di difterite e di colera che misero a dura prova il personale ospedaliero. Mentre la guerra giungeva al suo epilogo si abbatté su Roma un'epidemia di influenza spagnola. In soli tre mesi, dall'ottobre al dicembre del 1918 furono più di 300 i bambini colpiti dall'epidemia che vennero ricoverati all'ospedale Bambino Gesù. L'assistenza ospedaliera riuscì a ridurre grandemente la mortalità dei piccoli malati, un risultato questo che, accrebbe, a livello nazionale, l'importanza e l'interesse verso questa struttura da parte dei sanitari e dell'opinione pubblica.
Accanto ad ruolo sanitario così significativo, l'ospedale aveva contribuito a creare una "coscienza pediatrica" in Italia, nei medici così come nei cittadini. Nel maggio del 1917, la regina Elena di Savoia, consorte del re Vittorio Emanuele III, diede in gestione all'ospedale, per inviarvi i propri piccoli malati convalescenti o bisognosi di particolari cure, la colonia marina “Jolanda di Savoia” a Santa Marinella, un piccolo paese del litorale tirrenico a circa 60 km da Roma. La colonia ospitava principalmente bambini affetti da tubercolosi ossea e, nel periodo estivo, anche bambini afflitti da povertà cronica, per consentire loro una villeggiatura altrimenti impossibile.
Il bilancio sanitario e organizzativo dei primi quattro anni di gestione fu talmente positivo che la regina, donò nel 1920 alla nobildonna Maria Salviati, la colonia–sanatorio di Santa Marinella (divenendo ospedale di Santa Marinella), con la clausola che la parte beneficiaria utilizzasse la struttura per la cura dei bambini poveri.
L'ospedale di Santa Marinella si caratterizzò per essere una struttura sanitaria adibita più alla "riabilitazione" che alla cura, anche se, venne costruita una nuova sala chirurgica (a carattere prevalentemente ortopedico). Nella struttura erano presenti diverse sale da ginnastica e gli interventi chirurgici e la terapia farmacologica venivano affiancati e completati con l'elioterapia, i bagni di mare e gli esercizi all'aria aperta.
La preoccupazione più grande della famiglia Salviati era però quella di garantire un futuro stabile alla struttura: così il 20 febbraio 1924 davanti al notaio Pietro Buttaoni di Roma avveniva il passaggio alla Santa Sede e al papa Pio XI, dell'ospedale Bambino Gesù e di tutte le sue proprietà. Per l'ospedale, dopo 55 anni, terminava l'avventurosa e travagliata epoca della beneficenza privata e ne iniziava un'altra: l'epoca dell'istituzionalizzazione pubblica vaticana.
A partire dal 1926 l'ospedale fu ampliato con nuovi padiglioni, grazie ai fondi donati dai cavalieri dell'Ordine di Malta, compreso l'ingresso principale del nuovo ospedale e sistemati definitivamente i vari "gabinetti scientifici" (laboratorio di analisi, servizio di microscopia, servizio autopsie e anatomia patologica).
Durante la seconda guerra mondiale l'ospedale rimase sempre aperto, anche nei momenti più drammatici e costituì, essendo proprietà della Città del Vaticano (paese non belligerante), una specie di casa rifugio per chi, per ideologia o per razza, non poteva sentirsi tranquillo circolando per Roma. Molti dei rifugiati erano medici e sanitari ebrei, che trovarono tra le mura dell'ospedale una protezione sicura.
Fu naturalmente il periodo peggiore per l'ospedale e causò una battuta d'arresto nel processo di rinnovamento strutturale e scientifico che era iniziato un decennio prima. L'inverno del 1943 fu terribile perché oltre alla difficoltà a reperire farmaci, e cibo, vennero a mancare i rifornimenti di carburante, gas e corrente elettrica. Ne conseguì un progressivo calo dei ricoveri. Le peggiori conseguenze le subirono i bambini più piccoli, in particolare i lattanti e crebbe di conseguenza la mortalità infantile entro il primo anno di vita.

### Terzo Periodo (dal 1946 al 1968)
Terminata la guerra occorreva uscire da quel buio tunnel in cui si trovava l'ospedale: si poteva e si doveva ricostruire, rifondare e rilanciare l'ospedale. Gli accorati appelli inviati in Vaticano dall'amministrazione dell'ospedale, non rimasero inascoltati. Tra l'aprile del 1946 e il novembre del 1949 il cardinale Spellman, a nome dell'associazione dei Cavalieri di Malta Americani, fece giungere al papa Pio XII la somma totale di 85.000 dollari da destinare ai bisogni dell'ospedale Bambino Gesù. A questi si aggiunsero anche altri contributi da parte di enti nazionali e internazionali. Le donazioni da un lato, e l'aumento della retta di degenza dall'altro, consentirono agli inizi degli anni cinquanta, di riportare il bilancio in attivo. Poteva così riprendere concretamente il programma di rilancio e rifondazione dell'ospedale. Il giorno di Natale del 1958 papa Giovanni XXIII si recò a trovare i piccoli degenti dell'ospedale Bambino Gesù. Fu un evento eccezionale ed emozionante, poiché dopo papa Pio X, nessuno dei suoi successori si era recato in visita all'ospedale. Il papa ritornò in visita alla struttura tre anni più tardi, nel 1962. La successiva visita papale avvenne sei anni più tardi nel 1968 con Paolo VI.
Nel decennio tra il 1957 e il 1967 venne attuato il programma di ricostruzione e rifondazione dell'ospedale. La ricostruzione edilizia costituì l'indispensabile trampolino di lancio per il rinnovamento istituzionale dell'ospedale e la riqualificazione sanitaria di medici ed infermieri.

### Quarto periodo (dal 1968 al 2000)
La riforma ospedaliera del 1968 (riforma Mariotti) incise notevolmente sugli assetti organizzativi degli ospedali, dando la possibilità di una “classificazione” anche a quelli privati o di enti ecclesiastici.
Questo processo interessò anche l'ospedale Bambino Gesù classificato nei tardi anni settanta come "Ospedale specializzato pediatrico regionale".
Nell'ottica di un'ulteriore espansione dell'ospedale, nel 1978 papa Paolo VI affidò al Bambino Gesù una vasta area di fronte al mare, in località Torre di Palidoro, a pochi chilometri da Roma lungo la via Aurelia, con tre padiglioni già adibiti all'assistenza di bambini con poliomielite o paralisi spastica. In breve tempo la struttura venne riconvertita in "Centro per le Deformità Vertebrali e per la Cura del Diabete": nacque così la sede di Palidoro del Bambino Gesù che nel giro di pochi anni si affermò come centro di assistenza medico-chirurgica di avanguardia.
Varata la legge istitutiva del Servizio sanitario nazionale del 1978, l'ospedale andò incontro ad un profondo cambiamento istituzionale e le nuove norme giuridiche lo ponevano come il principale centro di riferimento, in ambito pediatrico, di tutta l'Italia centrale e meridionale. Furono potenziati ulteriormente i servizi e si aggiunsero altre importanti specialità pediatriche.
Nel corso degli anni ottanta si procedette alla ristrutturazione del Padiglione Salviati e alla creazione al suo interno di un'area didattica modernamente attrezzata che apriva le porte, grazie al decreto del Presidente della Repubblica n.382 dell'11 dicembre 1980, di riordinamento della docenza universitaria, alle convenzioni di tipo didattico tra università e ospedali, per il sostegno alle scuole di specializzazione. A partire da quel momento, furono gradualmente stipulate convenzioni con le facoltà di medicina romane: Roma "La Sapienza", Roma "Tor Vergata" e l'Università Cattolica del Sacro Cuore.
Nel 1979 papa Giovanni Paolo II andava, per la prima volta, in visita ai piccoli degenti dell'ospedale, a pochi mesi dalla sua elezione. Poi vi ritornò nel 1982 e in quella circostanza inaugurò il nuovo centro cardiochirurgico dell'ospedale e andò a far visita ai reparti di emodinamica e di terapia intensiva.
Nel 1985 l'ospedale Bambino Gesù ottenne il riconoscimento di “Istituto Scientifico”, successivamente rinnovato allo scadere del quinquennio.
Nel corso degli anni ottanta e novanta furono attivati altri importanti servizi tra cui il servizio di genetica (1983), il laboratorio di bioingegneria (1984), il servizio di tomografia assiale computerizzata (1987), la sezione di terapia intensiva neonatale (1989), il centro informatico e di elaborazione dati (1990) e il centro di assistenza per bambini con AIDS (1992). Dopo il varo di leggi di programmazione sanitaria e di vari provvedimenti, riguardanti il personale, con il decreto legge n.502 del 23 dicembre 1992, prendeva avvio un processo di revisione del sistema sanitario, che trovava il suo compimento istituzionale con l'approvazione del decreto legge n.29 del 18 giugno 1999.
Gli interventi di adeguamento al nuovo sistema sanitario furono immediati e si svolsero nel triennio 1993-96 e riguardarono il:
- rafforzamento dello staff di amministrazione;
- lo sviluppo dei processi di informatizzazione delle procedure;
- l'introduzione della gestione basata sulle “procedure budgettarie” di contabilità analitica con stretto controllo delle componenti di spesa.[39]

Nuovo slancio venne dato al settore della ricerca scientifica, con lo sviluppo di nuovi programmi di ricerca pluriennale nelle discipline chirurgiche, dei trapianti d'organo, della nefrologia.
Nel 1993 ebbero avvio le prime azioni di ristrutturazione edilizia dei reparti dell'ospedale e degli ambulatori, sia nella sede del Gianicolo che a Palidoro.
Particolarmente importante fu la creazione di un "Modulo interdisciplinare per le terapie avanzate" (MITA), che consentì di praticare trapianti di midollo in bambini immunodepressi in condizioni di stretto controllo ambientale.
Il decreto legge n.502 del 30 dicembre 1992 prevedeva che i rapporti tra l'ospedale Bambino Gesù, appartenente alla Santa Sede, e il servizio sanitario nazionale relativamente all'attività assistenziale dovevano essere disciplinati da un apposito accordo da stipulare tra Santa sede e il Governo stesso. La convenzione tra Santa Sede e Governo Italiano fu ratificata con apposito decreto legge n.187 del 18 maggio 1995.
Dal 1996 l'ospedale, da sempre impegnato nella raccolta di fondi per l'assistenza ai bambini non assistibili a spese del servizio sanitario nazionale e per gli aiuti da portare nei paesi più poveri, ha disposto di fondi provenienti dalla fondazione di diritto vaticano “Cari bambini” per assistere i bambini in difficoltà economiche e malati provenienti da altri paesi. Di recente la Fondazione ha acquisito un nuovo statuto e la denominazione di “Fondazione Bambino Gesù".
Dal medesimo anno gli interventi in tema di cooperazione internazionale si sono rafforzati. Pur non potendo erogare un'assistenza diretta, sono stati portati avanti molti progetti multi-specialistici, in diverse nazioni, sia di supporto all'assistenza diretta che di training e formazione, così come di organizzazione sanitaria.
Nello stesso tempo, l'ospedale si è sempre prestato ad accogliere bambini che necessitassero di interventi specialistici e che rappresentavano situazioni particolari (profughi, rifugiati, feriti.).

## Controversie
Nel 2012 è stato inaugurato il nuovo polo ospedaliero presso la basilica di San Paolo fuori le mura, entro le mura dell'abbazia omonima e quindi in area extraterritoriale dipendente dalla Santa Sede, la quale vi esercita il proprio diritto di sovranità.
La sua costruzione, a pochi metri da questo antico sito della cristianità tutelato dall'UNESCO, ha tuttavia suscitato proteste di una parte della cittadinanza in quanto il nuovo fabbricato, di vaste dimensioni (23.000 m³) e avulso dal contesto circostante, è stato edificato senza alcun'autorizzazione rilasciata dal Comune di Roma.
Ritenuto dal presidente della XI circoscrizione di Roma, Andrea Catarci, un "ecomostro", l'immobile è stato oggetto di un esposto da parte del radicale Mario Staderini; la denuncia è stata archiviata per immunità, in quanto le autorità italiane hanno evidenziato che l'edificio gode del trattamento di zona extraterritoriale istituita e garantita dai Patti Lateranensi (artt. 3, 4, 13, 14, 15, 16 del Trattato) e che pertanto è in facoltà della Santa Sede dare ai suddetti immobili l'assetto che creda, senza bisogno di autorizzazioni o consensi da parte di autorità governative, provinciali o comunali italiane, le quali possono all'uopo fare sicuro assegnamento sulle nobili tradizioni artistiche che vanta la Chiesa cattolica. Staderini ha comunque presentato opposizione all'archiviazione, obiettando che le facoltà riconosciute dal trattato non fanno riferimento alla libertà di edificare, ma esclusivamente all'assetto (a cubature invariate) degli immobili già esistenti. Inoltre l'intervento edilizio ha causato la perdita della maggior parte dei resti archeologici presenti nel sito.
In ogni caso la vicenda è stata definitivamente archiviata con decreto del 9 novembre 2011, quando il giudice ha ritenuto che risultando l'immobile in esame come ricadente interamente in un'area di proprietà della Santa Sede apostolica e di pertinenza della basilica di San Paolo […] si versa in un'ipotesi di difetto di giurisdizione.